# Formula 3 Euro Series 2003
Formula 3 Euro Series 2003 var den första säsongen av det europeiska mästerskapet i formel 3, Formula 3 Euro Series. Mästare blev Ryan Briscoe från Australien.

## Tävlingskalender
| Bana                          | Segrare Race 1     | Segrare Race 2   |
| ----------------------------- | ------------------ | ---------------- |
| Hockenheimring                | Ryan Briscoe       | Ryan Briscoe     |
| Adria International Raceway   | Timo Glock         | Ryan Briscoe     |
| Circuit de Pau-Ville          | Ryan Briscoe       | Fabio Carbone    |
| Norisring                     | Robert Kubica      | Alexandre Prémat |
| Circuit Bugatti du Mans       | Nico Rosberg       | Christian Klien  |
| Nürburgring                   | Manfred Winkelhock | Christian Klien  |
| A1-Ring                       | Ryan Briscoe       | Ryan Briscoe     |
| Circuit Park Zandvoort        | Christian Klien    | Ryan Briscoe     |
| Hockenheimring                | Timo Glock         | Ryan Briscoe     |
| Circuit de Nevers Magny-Cours | Manfred Winkelhock | Timo Glock       |

## Slutställning
| Pl. | Förare                | Poäng |
| --- | --------------------- | ----- |
| 1   | Ryan Briscoe          | 110   |
| 2   | Christian Klien       | 89    |
| 3   | Olivier Pla           | 74    |
| 4   | Manfred Winkelhock    | 71    |
| 5   | Timo Glock            | 55    |
| 6   | Fabio Carbone         | 55    |
| 7   | Alexandre Prémat      | 50    |
| 8   | Nico Rosberg          | 45    |
| 9   | Robert Doornbos       | 40    |
| 10  | Bruno Spengler        | 34    |
| 11  | Nicolas Lapierre      | 33    |
| 12  | Robert Kubica         | 31    |
| 13  | Alexandros Margaritis | 23    |
| 14  | Simon Abadie          | 19    |
| 15  | Bernhard Auinger      | 15    |
| 16  | César Campaniço       | 13    |
| 17  | Adam Carroll          | 7     |
| 18  | Richard Lietz         | 7     |
| 19  | Charles Zwolsman      | 7     |
| 20  | Jamie Green           | 6     |
| 21  | Lucas di Grassi       | 5     |
| 22  | Katsuyuki Hiranaka    | 4     |
| 23  | Marcel Lasée          | 3     |
| 24  | Andreas Zuber         | 2     |
| 25  | Álvaro Parente        | 1     |
| 26  | Daniel la Rosa        | 1     |